# Янг, Джеймс Уитни
| Открытые астероиды: 223   | Открытые астероиды: 223 |
| ------------------------- | ----------------------- |
| (115485) 2003 UR19        | 22 октября 2003         |
| (116903) 2004 GW          | 11 апреля 2004          |
| (128621) 2004 RD          | 2 сентября 2004         |
| (129066) 2004 VY28        | 7 ноября 2004           |
| (134010) 2004 VW28        | 7 ноября 2004           |
| (143052) 2002 WY2         | 24 ноября 2002          |
| (145166) 2005 JL          | 3 мая 2005              |
| (147735) 2005 NE          | 2 июля 2005             |
| (147799) 2005 RA34        | 15 сентября 2005        |
| (149450) 2003 CE14        | 6 февраля 2003          |
| (149976) 2005 UO6         | 24 октября 2005         |
| (152212) 2005 RG          | 1 сентября 2005         |
| (152471) 2005 WE1         | 21 ноября 2005          |
| (158621) 2003 BJ          | 20 января 2003          |
| (161384) 2003 UK25        | 24 октября 2003         |
| (163950) 2003 UN22        | 23 октября 2003         |
| (166609) 2002 RF232       | 8 сентября 2002         |
| (170025) 2002 VO          | 2 ноября 2002           |
| (170026) 2002 VV2         | 4 ноября 2002           |
| (170027) 2002 VH5         | 5 ноября 2002           |
| (171287) 2006 GK3         | 7 апреля 2006           |
| (172460) 2003 RT11        | 15 сентября 2003        |
| (172533) 2003 UO9         | 20 октября 2003         |
| (172627) 2003 XP10        | 9 декабря 2003          |
| (173075) 2006 UC          | 16 октября 2006         |
| (174758) 2003 VX2         | 14 ноября 2003          |
| (177065) 2003 FP7         | 30 марта 2003           |
| (177245) 2003 WB          | 17 ноября 2003          |
| (177625) 2004 JD          | 8 мая 2004              |
| (180103) 2003 FX6         | 26 марта 2003           |
| (180213) 2003 UM8         | 19 октября 2003         |
| (180216) 2003 UY9         | 20 октября 2003         |
| (180537) 2004 EB1         | 14 марта 2004           |
| (180731) 2004 JW35        | 13 мая 2004             |
| (181492) 2006 UU1         | 16 октября 2006         |
| (183309) 2002 VQ          | 2 ноября 2002           |
| (183501) 2003 FU4         | 25 марта 2003           |
| (184064) 2004 GM          | 10 апреля 2004          |
| (186728) 2004 CH2         | 12 февраля 2004         |
| (187304) 2005 UV          | 23 октября 2005         |
| (188588) 2005 NP29        | 8 июля 2005             |
| (188721) 2005 UU          | 23 октября 2005         |
| (189944) 2003 TX          | 3 октября 2003          |
| (190118) 2004 VR60        | 10 ноября 2004          |
| (191323) 2003 KN          | 22 мая 2003             |
| (191485) 2003 TO2         | 7 октября 2003          |
| (191621) 2004 MN3         | 19 июня 2004            |
| (196297) 2003 FA          | 21 марта 2003           |
| (196926) 2003 UG5         | 18 октября 2003         |
| (199742) 2006 JD          | 1 мая 2006              |
| (202084) 2004 SE56        | 30 сентября 2004        |
| (206462) 2003 TN10        | 15 октября 2003         |
| (206755) 2004 CJ2         | 12 февраля 2004         |
| (207028) 2004 VN60        | 10 ноября 2004          |
| (207548) 2006 LZ          | 4 июня 2006             |
| (207690) 2007 RE19        | 14 сентября 2007        |
| (209635) 2005 BR1         | 17 января 2005          |
| (211480) 2003 FC7         | 26 марта 2003           |
| (211489) 2003 KP          | 22 мая 2003             |
| (211536) 2003 RR11        | 15 сентября 2003        |
| (211917) 2004 TG8         | 4 октября 2004          |
| (213727) 2002 VF92        | 13 ноября 2002          |
| (213893) 2003 TN2         | 7 октября 2003          |
| (213894) 2003 TP2         | 8 октября 2003          |
| (216242) 2006 VK14        | 15 ноября 2006          |
| (216780) 2006 QP57        | 27 августа 2006         |
| (217425) 2005 RF          | 1 сентября 2005         |
| (218653) 2005 SB134       | 30 сентября 2005        |
| (220397) 2003 RK10        | 12 сентября 2003        |
| (220578) 2004 JG          | 8 мая 2004              |
| (220634) 2004 QC25        | 30 августа 2004         |
| (221019) 2005 PH17        | 13 августа 2005         |
| (221332) 2005 WB2         | 22 ноября 2005          |
| (221778) 2007 KC          | 16 мая 2007             |
| (223349) 2003 RP11        | 15 сентября 2003        |
| (223907) 2004 VO60        | 10 ноября 2004          |
| (223908) 2004 VQ60        | 10 ноября 2004          |
| (224067) 2005 NO29        | 8 июля 2005             |
| (226331) 2003 FL          | 22 марта 2003           |
| (226810) 2004 RL222       | 14 сентября 2004        |
| (227331) 2005 UW          | 23 октября 2005         |
| (229368) 2005 RC3         | 5 сентября 2005         |
| (229616) 2006 DK68        | 23 февраля 2006         |
| (230550) 2003 BM          | 21 января 2003          |
| (230737) 2003 WX7         | 18 ноября 2003          |
| (231463) 2007 PO          | 5 августа 2007          |
| (232595) 2003 UP9         | 20 октября 2003         |
| (232936) 2005 BX2         | 19 января 2005          |
| (233332) 2006 CS10        | 8 февраля 2006          |
| (233749) 2008 TF3         | 2 октября 2008          |
| (238022) 2002 VE5         | 5 ноября 2002           |
| (239313) 2007 RM16        | 13 сентября 2007        |
| (240556) 2004 RQ164       | 8 сентября 2004         |
| (242640) 2005 ND          | 2 июля 2005             |
| (245486) 2005 PF17        | 13 августа 2005         |
| (248904) 2006 VE          | 1 ноября 2006           |
| (250711) 2005 RZ33        | 15 сентября 2005        |
| (250907) 2005 WK          | 19 ноября 2005          |
| (253333) 2003 FA7         | 26 марта 2003           |
| (253383) 2003 KA          | 20 мая 2003             |
| (253859) 2004 AL          | 11 января 2004          |
| (254157) 2004 PT92        | 12 августа 2004         |
| (255307) 2005 WR          | 20 ноября 2005          |
| (255743) 2006 RV          | 4 сентября 2006         |
| (256128) 2006 VD          | 1 ноября 2006           |
| (256602) 2007 VO1         | 2 ноября 2007           |
| (259615) 2003 VZ2         | 14 ноября 2003          |
| (259680) 2003 XC11        | 13 декабря 2003         |
| (260097) 2004 MX3         | 22 июня 2004            |
| (260384) 2004 VP60        | 10 ноября 2004          |
| (260835) 2005 QD29        | 29 августа 2005         |
| (261932) 2006 MU1         | 19 июня 2006            |
| (261984) 2006 QT23        | 22 августа 2006         |
| (265031) 2003 OT          | 21 июля 2003            |
| (265526) 2005 NA          | 1 июля 2005             |
| (267625) 2002 RD232       | 11 сентября 2002        |
| (267767) 2003 RJ10[1]     | 3 сентября 2003         |
| (270920) 2002 UT          | 25 октября 2002         |
| (271110) 2003 RO11        | 15 сентября 2003        |
| (271474) 2004 FG6         | 24, марта 2004          |
| (273959) 2007 KX1         | 18 мая 2007             |
| (273995) 2007 OB          | 16 июля 2007            |
| (274335) 2008 RW22        | 5 сентября 2008         |
| (276361) 2002 VG5         | 5 ноября 2002           |
| (276471) 2003 KL3         | 23 мая 2003             |
| (277029) 2005 CG7         | 4 февраля 2005          |
| (278734) 2008 SN82        | 23 сентября 2008        |
| (278736) 2008 SX84        | 28 сентября 2008        |
| (281235) 2007 JE36        | 15 мая 2007             |
| (281445) 2008 SS84        | 2 сентября 2008         |
| (287374) 2002 VR          | 2 ноября 2002           |
| (287417) 2002 WX2         | 24 ноября 2002          |
| (287577) 2003 FE42        | 31 марта 2003           |
| (287842) 2003 SX219       | 29 сентября 2003        |
| (288425) 2004 EE          | 11 марта 2004           |
| (288474) 2004 FE6         | 24 марта 2004           |
| (288691) 2004 QE          | 16 августа 2004         |
| (288703) 2004 RE          | 2 сентября 2004         |
| (288957) 2004 TJ9         | 7 октября 2004          |
| (290002) 2005 PC17        | 12 августа 2005         |
| (290183) 2005 SZ4         | 25 сентября 2005        |
| (291399) 2006 CD60        | 11 февраля 2006         |
| (293605) 2007 KB          | 16 мая 2007             |
| (295035) 2008 EU83        | 12 марта 2008           |
| (295442) 2008 LU16        | 15 июня 2008            |
| (298635) 2004 BM41        | 23 января 2004          |
| (298793) 2004 QE3         | 18 августа 2004         |
| (299291) 2005 PK17        | 13 августа 2005         |
| (299453) 2006 BS55        | 22 января 2006          |
| (299509) 2006 CJ10        | 7 февраля 2006          |
| (299693) 2006 QZ110       | 30 августа 2006         |
| (301021) 2008 SJ11        | 23 сентября 2008        |
| (303265) 2004 RH111       | 8 сентября 2004         |
| (303452) 2005 BL14        | 20 января 2005          |
| (306209) 2011 QZ18        | 26 марта 2003           |
| (309524) 2007 XG24        | 15 декабря 2007         |
| (311831) 2006 VS13        | 13 ноября 2006          |
| (313892) 2004 JF          | 13 ноября 2006          |
| (314457) 2005 WL          | 20 ноября 2005          |
| (319134) 2005 YV8         | 20 декабря 2005         |
| (319798) 2006 VJ14        | 15 ноября 2006          |
| (320088) 2007 EX87        | 14 марта 2007           |
| (323552) 2004 TB          | 2 октября 2004          |
| (324275) 2006 CH10        | 4 февраля 2006          |
| (327009) 2004 RK84        | 10 сентября 2004        |
| (327421) 2005 WP          | 20 ноября 2005          |
| (327552) 2006 CO10        | 4 февраля 2006          |
| (329740) 2003 YP117       | 17 декабря 2003         |
| (329778) 2004 MA4         | 22 июня 2004            |
| (329876) 2005 BT2         | 19 января 2005          |
| (330226) 2006 JU26        | 7 мая 2006              |
| (330476) 2007 FH6         | 17 августа 2004         |
| (330697) 2008 KZ11        | 29 мая 2008             |
| (335014) 2004 JJ          | 8 мая 2004              |
| (335028) 2004 PU92        | 11 августа 2004         |
| (335332) 2005 RD          | 1 сентября 2005         |
| (335466) 2005 WQ          | 20 ноября 2005          |
| (338400) 2003 BK          | 11 августа 2004         |
| (339384) 2005 BZ1         | 18 января 2005          |
| (339385) 2005 BU2         | 19 января 2005          |
| (341868) 2008 GU1         | 4 апреля 2008           |
| (343399) 2010 CE170       | 14 февраля 2004         |
| (344595) 2003 CN11        | 5 февраля 2003          |
| (344830) 2004 FE18        | 25 марта 2004           |
| (346391) 2008 SV84        | 28 сентября 2008        |
| (347901) 2002 VD5         | 4 ноября 2002           |
| (347932) 2003 FW4         | 25 марта 2003           |
| (348172) 2004 MY7         | 29 июня 2004            |
| (349766) 2009 AH43        | 7 января 2009           |
| (350968) 2003 CH14        | 6 февраля 2003          |
| (351235) 2004 PW92        | 11 августа 2004         |
| (351677) 2006 AM78        | 11 января 2006          |
| (354835) 2005 YB          | 19 декабря 2005         |
| (359771) 2011 UV127       | 1 сентября 2006         |
| (364166) 2006 JB          | 1 мая 2006              |
| (364819) 2008 CB2         | 2 февраля 2008          |
| (371789) 2007 OE3         | 21 июля 2007            |
| (372232) 2008 UR91        | 28 октября 2008         |
| (373986) 2004 AK          | 11 января 2004          |
| (374404) 2005 WM          | 20 ноября 2005          |
| 1. совместно с A. Grigsby |                         |

Джеймс Уитни Янг (англ. James Whitney Young, 24 января 1941) — американский астроном, исследовал астероиды. Проработав 47 лет в Обсерватории Тейбл-Маунтин Лаборатории реактивного движения, Янг ушёл на пенсию 16 июля 2009 года.
С 2002 года исследовал физические характеристики и положение относительно звёзд у более чем 390 астероидов главного пояса, а также у двух околоземных объектов (2003 BV35 и 2003 RW11), двух троянских астероидов (2002 VQ и 2003 FE42), трёх астероидов, пересекающих орбиту Марса (2005 SA, 2005 SB, и 2007 WX3), и одной внегалактической сверхновой (SN 2004eg).

## Биография
Джеймс У. Янг (также известен как Джим Янг англ. Jim Young) родился в Портленде (Орегон), в 2009 году ушел на пенсию с поста астронома Обсерватории Тейбл-Маунтин Лаборатории реактивного движения рядом с посёлком Райтвуд в Калифорнии, проработав там 47 лет.
Янг был ведущим техническим представителем НАСА на всемирной выставке в Сиэтле в 1962 году. Там ему предложили работу помощника исследователя, 'тёмного техника' проявлявшего фотографии, в Обсерватории Тейбл-Маунтин, недавно укомплектованной новым 410 мм телескопом.

### Работа в Обсерватории Тейбл-Маунтин
Вместе с Charles F. Capen, Jr. (первым действующим астрономом обсерватории), Янг анализировал фотографии в специальных цветах (от ультрафиолетового до инфракрасного) планет Венеры, Марса, Юпитера и Сатурна. Опубликовал несколько технических отчётов о 'патрулировании' Марса во время двух марсианских противостояний (1964-65 и 1966-67). В 1964 нижнее противостояние Венеры было хорошо изучено и этой же обсерватории. Исследовал цветную астрофотографию планет с использованием недавно изобретённых высокоскоростных эмульсий.
После установки в 1966 нового 610-мм телескопа Кассегрена с двумя фокусами, соосным и боковым, Янг начал свои наблюдения астероидов с другими астрономами ЛРД, Ellis D. Miner и Alan W. Harris. Его специализацией вскоре стали периоды вращения астероидов, и к 1980 году в более чем тридцати публикациях в журнале Икар совместно с Alan W. Harris были описаны периоды вращения почти половины известных (тогда) малых тел солнечной системы.
С приходом мощных лазеров, Янга начали привлекать в проекты, связанные с точным прицеливанием. Первый проект измерял расстояние до КА Сервейер-7 на Луне, позже две программы ЛРД в 90-х годах измеряли расстояние до спутников на низких и высоких орбитах, и в конце концов измерили расстояние до КА Галилео в 6 миллионах километров от Земли. В каждом случае Янг был ответственным за прицеливание телескопа на каждую цель и последующее сопровождение.

### Фотографическая гиперсенситизация
Другим значимым проектом Янга была установка в 1969 году большого планетарного спектрографа в боковом фокусе телескопа. Астрономы Andrew и Louise Young изучали планету Венера, и Янг помог гиперсенситизировать инфракрасные спектрографические стеклянные пластины Кодак. Он разработал новую технологию хранения этих крайне чувствительных пластин в холоде. Его эксперименты с пластинами, хранившимися при температуре −70 °C более двух лет, показали отсутствие роста шумов или потери чувствительности. Предыдущие эксперименты гарантировали не больше двух месяцев хранения.

### Обзор всего неба на длине волны 2 микрон
В 1998 году Янга пригласили официальным наблюдателем в 2MASS, совместное предприятие Калтеха и университета в Амхерсте, Массачусетс. Янг проводил наблюдения для этого проекта в обсерватории на горе Хопкинс в Аризоне (на юг от города Тусон) и в Межамериканской обсерватории Серро-Тололо (CTIO) в Чили до 2000 года, всё время оставаясь на своей должности в ОТМ ЛРД.

### Околоземные объекты
В 2002 году, Янг провёл своё последнее исследование астероидов, сосредоточившись на околоземных объектах и кометах, которые были найдены несколькими профинансированными НАСА командами: NEAT, LINEAR, LONEOS, Каталинский небесный обзор, и Spacewatch. Используя астрометрическое программное обеспечение, Янг стал очень успешным исследователем Центра малых планет (ЦМП) Смитсоновской астрофизической обсерватории (САО) в Кеймбридже, Массачусетс. Директор ЦМП, доктор Брайан Джеффри Марсден называл Янга третьим наблюдателем в мире по аккуратности и надёжности. Янг также был соавтором и автором более полутора тысяч электронных циркуляров малых планет и циркуляров международного астрономического союза на протяжении последних семи лет работы а ЛРД. НАСА наградила Янга трёхлетним грантом для продолжения его исследований околоземных объектов и комет для ЛРД и ЦМП в последние годы перед уходом на пенсию.
В 2003 году Янг стал 'Ведущим Астрономом' в Тейбл-Маунтин, и вместе с тремя подчинёнными обслуживал два оптических телескопа (40 и 60 см системы Кассегрена), четыре ПЗС камеры и сеть из более чем двадцати компьютеров. Янг следил за оптическими показателями телескопов и соответствием вакуума требованиям для ПЗС камер. Также он составлял расписание работы на телескопе для своих сотрудников и всех астрономов-посетителей. ОТМ размещает результаты на своей веб-странице для общего доступа всем интересующимся.

## Популяризация науки
Янг преподавал расширенный курс астрономии в Калифорнийском университете в Риверсайде в 1969—1970 годах специально для учителей старшей школы и преподавателей младших курсов колледжей.
Янг читал лекции о своей работе молодёжи, школьникам, гражданским лицам и даже церковным прихожанам на всём западе США. В 2006 году посетил Генеральную ассамблею Международного астрономического союза в Праге, Чешская Республика. Янг провёл презентацию о своей деятельности по астрометрическим наблюдениям околоземных объектов и комет в Обсерватории Тейбл-Маунтин на симпозиуме S236 14 августа. Со своей женой (преподавателем математики) проводил ежегодные «звёздные» вечеринки для местных организаций. Тринадцатое такое событие было проведено 15 октября 2010 года. На этом событии присутствовало восемьдесят человек, включая детей, их родителей и бойскаутов. С шестью телескопами, предоставленными High Desert Astronomical Society (HiDAS), участники наблюдали Луну и прохождение Ио по диску Юпитера.
Янг выступал в Астрономическом Центре Imiloa в Хило, Гавайи 23 декабря 2010 года. Эта презентация, озаглавленная «The First Asteroid Discovery to Near-Earth Hazards», включала визуализацию Скотта Мэнли 'Открытия астероидов с 1980 по 2010', шестиминутную версию (сделанную специально для этой презентации, с ремиксом музыки «Transgenic» принадлежащей Trifonic Music, LLC). До своего отъезда Янг организовал пикник в Центре Движения святых последних дней города Хило Церкви Иисуса Христа Святых последних дней, озаглавленный «Творение с точки зрения астронома». Такие же пикники он организовывал в Далласе (Техас), Атланте (Джорджия) и Медине (Огайо) в мае 2011 года.
Янг организовал наблюдение прохождения Венеры в Райтвуде (Калифорния) для всех желающих. Янг использовал шестидюймовый телескоп с солнечным фильтром, всего явление успели посмотреть до сотни желающих, проводилась также съёмка события с двухметровым телефотообъективом.

## Почести
Малая планета 2874 Джим Янг названа в его честь.

## Членство иАффилирование
| Тип      | Организация                                 |
| -------- | ------------------------------------------- |
| Академик | Американское астрономическое общество (AAS) |

## Значения наименований астероидов
Всего 25 астероидов с постоянными именами
| Номер  | Название       | Значение | Открытие         |
| ------ | -------------- | --- | ---------------- |
| 78577  | JPL            | Организация, в которой Янг работал с 1962 по 2009. | 10 сентября 2002 |
| 84882  | Table Mountain | Местность, где Янг работал, возле Райтвуда, Калифорния. | 1 февраля 2003   |
| 90525  | Karijanberg    | По первым буквам имён жены Янга, Karen (род. 1953) и её родителей, Richard (1928—1978) и Janet (1932—1997). | 17 марта 2004    |
| 95939  | Thagnesland    | По первым буквам имён бабушки и дедушки Янга по материнской линии, Thaddeus (1866—1921) и Agnes (1877—1961) Vreeland. | 30 мая 2003      |
| 114239 | Bermarmi       | По первым буквам имён родителей Янга, Bernard (1911—1988) и Mary (1912—1996), а также его брата, Michael (род. 1937). | 21 ноября 2002   |
| 115312 | Whither        | Составлено из имён внучек Янга Whitney и Heather, это дети его сына Jeffrey. | 19 сентября 2003 |
| 115477 | Brantanica     | Составлено из имён внуков Янга Brandon, Brittany и Monica, дети его дочери Jennifer. | 19 октября 2003  |
| 115891 | Scottmichael   | Составлено из имён внуков Янга Scott and Michael, ещё двое детей его сына Jeffrey. | 14 ноября 2003   |
| 116446 | McDermid       | В честь Stuart McDermid (род. 1952), старшего учёного-исследователя научного отдела ЛРД, ответственного за внедрение лидара в Обсерватории Тейбл-Маунтин для изучения и анализа атмосферных явлений. | 5 января 2004    |
| 116903 | Jeromeapt      | В честь Эпт, Джером (род. 1949), бывший директор ОТМ ЛРД, бывший астронавт НАСА, участвовавший в четырёх миссиях на МКС, в настоящее время профессор в Университете Карнеги — Меллон в Питтсбурге, Пеннсильвания. | 11 апреля 2004   |
| 120038 | Franlainsher   | Составлено из имён первой жены Янга, Frances (род. 1944) и её сестры Elaine (род. 1947) Fisher. | 26 января 2003   |
| 120174 | Jeffjenny      | Составлено из имён детей Янга от первой жены, Jeffrey (род. 1966) и Jennifer (род. 1967). | 23 мая 2003      |
| 128297 | Ashlevi        | Составлено из имён внуков Янга, Ashlie Philpott и Levi Lemley, дети его дочери Eileen. | 13 декабря 2003  |
| 133280 | Bryleen        | Составлено из имён детей Янга от второго брака с Karen, Bryan (род. 1976) и Eileen (род. 1979). | 18 сентября 2003 |
| 133527 | Fredearly      | Составлено из имен бабушки и дедушки Янга по отцовской линии, Frederick (1889—1974) и Pearl Young (1888—1958). | 5 октября 2003   |
| 142084 | Jamesdaniel    | Составлено из имён James (1951—1978) и Daniel (род. 1957), двух сыновей Bob и Hazel Sealy. | 26 августа 2002  |
| 144692 | Katemary       | В честь внучки Янга Katelyn Anne Marie Young, дочери его сына Bryan. | 9 апреля 2004    |
| 147397 | Bobhazel       | Составлено из имён Bob (1927—2002) и Hazel (род. 1930) Sealy, жителей Сисайда, Орегон. Семья Sealy помогала Джиму Янгу в его карьере во время его ежегодных отпусков. Астроном-любитель Bob Sealy основал Общество Астрономов-Любителей Сисайда и читал лекции по астрономии в Общественном Колледже Клэтсопа, Астория (Орегон). Hazel Sealy участвовала в конкурсе красоты Мисс Орегон в пятидесятых и шестидесятых годах и до сих пор активно участвует в общественной жизни города. James Sealy трагически утонул в океане возле Seaside 8 июля 1978 года. Daniel — астроном-любитель, радиолюбитель и общественный деятель, проживает в Астории с женой и двумя детьми. | 30 марта 2003    |
| 150035 | Williamson     | В честь Bruce Williamson (род. 1953), машиниста в ОТМ. | 20 ноября 2005   |
| 158899 | Malloryvale    | В честь Mallory Vale (род. 1986), который в 2004 учился в ОТМ и в 2009 году выпустился из Университета Северной Аризоны со степенью бакалавра астрономии. | 17 августа 2004  |
| 163626 | Glatfelter     | В честь Pam Glatfelter (род. 1955), завхоза ОТМ. | 27 октября 2002  |
| 185641 | Judd           | В честь Michele Judd (род. 1965), старшего инженера научного отдела ЛРД, который в 2008 году ушел работать генеральным директором в Институт Космических Исследований имени Кека в Калтехе. | 5 марта 2008     |
| 198110 | Heathrhoades   | В честь Heath Rhoades (род. 1972), администратора и программиста компьютерной сети телескопов в ОТМ. | 17 сентября 2004 |
| 201777 | Deronda        | В честь Deronda Mayes (род. 1957), помощника астронома в ОТМ. | 24 ноября 2003   |
| 221019 | Raine          | В честь Raine Ann Krecic (род. 2011), внучки Джемса Янга от дочери Eileen. | 13 августа 2005  |